# Renée Mauricette de Plœuc
Renée Mauricette de Plœuc, marquise du Tymeur, née vers 1619, se marie en premières noces avec Donatien de Maillé, marquis de Kerman (tué en duel en 1652 par le marquis Claude du Chastel, marquis de Garnache) dont elle eut un fils, Henri, décédé en 1715.
Puis elle se marie à Charles de Percin, seigneur de Montgaillard en 1662.
De cette union naquit un fils : Joseph Jean Marie qui décéda en 1703.
Charles Percin de Montgaillard fut assassiné à Carhaix le 12 septembre 1675 par Sylestre de Quengo, sieur de Pontgant. Celui-ci ne fut pas jugé étant décédé en août 1676.

## Charles Le Gofficet le mystère d'Huguette
Dans le journal Le Gaulois de 1906, Charles Le Goffic, puis dans un roman, se plaît à narrer la révolte des bonnets rouges en Basse-Bretagne. 
Il s'appuie notamment sur le journal du Sieur Sauzat de La Marque, maître chirurgien de Carhaix à l'époque des faits pour expliquer le différend qui opposait à cette époque la famille du Tymeur et celle de Kergoët.
Une fille, prénommée Huguette serait née de Mauricette Renée de Plœuc et de Sébastien Le Balp avant son second mariage avec le marquis de Montgaillard en 1662. Celle-ci aurait rapidement été enlevée par Toussaint Le Moyne, marquis de Trevigny et envoyée dans la région de Rennes. La requête déposée par la marquise fut rejetée par le parlement de Rennes. 
L'année 1675 fut marquée par la découverte d'Huguette à Rennes par le marquis de Montgailard. Informée de cette découverte, les frères René et Sylvestre de Quengo, beaux-frères de Toussaint Le Moyne décédé vers 1670, se seraient rendus à Rennes le 10 mai 1675 où ils durent affronter les émeutiers, qui, aux ordres de Frida Rivé, dissimulèrent Huguette en l'habillant en garçon et lui donnèrent le nom de Jean Flamand de Ravelay. Sous ce nom et en compagnie de Maître Synesius Le Disquer de Penanrun, médecin, les deux fugitifs rejoignirent le manoir du Tymeur en Poullaouen.
Le 2 septembre 1675, Sylestre de Quengo et Claude Mahé de Kermorvan, accompagnés de quelques dragons du Duc de Chaulnes, se rendirent au manoir du Tymeur et exigèrent que le marquis de Montgaillard leur remette Jean Flamand et Synesius Le Disquer, émeutiers rennais. Le marquis de Montgaillard refusa de remettre les séditieux et proposa au duc de Chaulnes de prouver que Jean Flamand était une fille et notamment celle de sa femme. Il promit également le mariage d'Huguette avec son frère cadet, mariage qui fut effectivement conclut selon Charles le Goffic.
Le 12 septembre 1675, Le marquis de Montgaillard se rendant à Carhaix pour rencontrer le duc de Chaulnes fut assassiné par Sylvestre de Quengo, sieur de Pontgand, et le sieur de Beaumont-Bernard.

## Relation avec larévolte du Papier timbré
Le père de Renée Mauricette de Plœuc, Sébastien de Plœuc remarque très tôt le fils du meunier, Sébastien Le Balp, et l'envoie apprendre le droit à Nantes ,.
La marquise du Tymeur, Renée-Mauricette de Plœuc prendra pour notaire Sébastien Le Balp à peine avait-il plus de 20 ans.
En 1668 éclate à Carhaix l’affaire Renée-Mauricette de Plœuc, dame de Montgaillard qui est soupçonnée de rouler des paysans avec la complicité de son notaire alors âgé de 23 ans. Il était notaire royal depuis un an et souhaitait être salarié de la marquise (le problème est sur un acte de ferme au nom de paysans pour les moulins à la somme de 1100 livres par an au profit de la Dame de Plœuc). Lui seul va en prison en 1673 ».
Dans la nuit du 2 au 3 septembre 1675, le meneur des Bonnets rouges Le Balp sera tué dans le château du Tymeur par le beau-frère de Mauricette de Plœuc : Claude Percin, marquis de Montgaillard...